# Maredijkmolen
De Maredijkmolen is een wipmolen aan de Groene Maredijk in de Nederlandse stad Leiden. De molen dateert uit 1735 en is gebouwd ten behoeve van de bemaling van de Maredijkpolder. Hiermee is het de oudste nog bestaande molen van Leiden. De molen is eigendom van de Molenstichting Leiden en Omstreken (MSLO). 
In de zomer van 2020 moest er ingrijpend onderhoud gebeuren aan de molen. Het bovenhuis van de molen (het gele gedeelte) was slecht geworden, en moest het nodige aan vervangen worden. In het najaar van 2020 kon er weer met de molen gedraaid worden.
Evenwel kon dit molentje niet onder verder groot herstel uit: hij was al geruime tijd aan het verzakken.
In april 2022 begon molenmakerij Verbij uit Hoogmade aan de ondertoren: nieuwe beplanking en een zeer ingrijpend funderingsherstel. Molen en molenerf zijn opgehoogd.  Al met al nam deze klus veel tijd in beslag. Eind 2022 kon er weer gedraaid en gemalen worden met de molen.
Bij voldoende wind wordt er nog zo'n 1 keer per week met de molen gedraaid en bij voldoende wind gemalen. Ook wordt er heel af en toe nog op de Ericsson motor gemalen bij gebrek aan wind.
De molen heeft sinds 1968 de status rijksmonument.
d'Heesterboom ·
De Herder ·
Kikkermolen ·
Maredijkmolen ·
De Put ·
Rodenburgermolen ·
Stadsmolen ·
Stevenshofjesmolen ·
De Valk